# 浜松市立天竜中学校
浜松市立天竜中学校（はままつしりつ てんりゅうちゅうがっこう）は、静岡県浜松市中央区に位置する公立中学校である。

## 概要
- 生徒数635名、全24学級[1]（令和7年度）
- 通級指導教室が設置されている。（通級区域：天竜中、南陽中、江南中、江西中、積志中、中郡中、笠井中、与進中、丸塚中、 東陽中、東部中、南部中、八幡中）[2]

## 部活動
- 吹奏楽部[3]
- カルチャー部
- パソコン部
- 美術部
- 剣道部
- サッカー部
- 水泳部
- 駅伝部
- 野球部
- 陸上競技部
- 卓球部（男・女）
- バスケットボール部（男・女）
- バレーボール部（男・女）
- ソフトテニス部（男・女）

## 通学区域
浜松市立和田小学校の学区
- 北島町・篠ケ瀬町・薬師町・和田町

浜松市立中ノ町小学校の学区
- 国吉町・白鳥町・中里町・中野町・松小池町

浜松市立和田東小学校の学区
- 安新町・安間町・材木町・天竜川町・長鶴町・薬新町・龍光町[4]

## 著名な出身者
- 鈴木海音（サッカー選手）[5]
- 池端陽介（サッカー選手）
- 門奈哲寛（元プロ野球選手）
- 宅八郎（コラムニスト）
- 塚本直毅（ラブレターズ）
- 佐々木崇博（うるとらブギーズ）
- 知念侑李（Hey! Say! JUMP、途中で転校）